# 尖萼红山茶
尖萼红山茶（学名：Camellia edithae）为山茶科山茶属的植物，为中国的特有植物。分布于中国大陆的广东、江西等地，生长于海拔200米至1,000米的地区，常生于林中路边阴湿地、林中和山谷林下，目前尚未由人工引种栽培。